# Ernesto Casañ
Ernesto Casañ López (Albacete, 15 dicembre 1987) è un ex giocatore di calcio a 5 spagnolo.

## Carriera
Come pivot ha meritato la convocazione nella Nazionale Under-21 di calcio a 5 della Spagna giunta alle semifinali del campionato europeo di categoria.